# Katanning Shire
Katanning Shire är en kommun i Western Australia, Australien. Kommunen, som är belägen 290 kilometer sydsydost om Perth, i regionen Great Southern, har en yta på 1 519 kvadratkilometer och en folkmängd på 4 183 enligt 2011 års folkräkning. Huvudort är Katanning.